# مقعد انسان
مقعد انسان بخش خروجی راست‌روده است که توسط دو سیستم ماهیچه‌ای پشتیبانی و کنترل می‌شود. اسفنکتر درونی مقعد و اسفنکتر بیرونی مقعد نقش پررنگی در کارکرد صحیح این بخش بدن انسان دارند. همچنین مقعد انسان در آمیزش جنسی مقعدی استفاده می‌شود.